# Henrich Graf
Johann He(i)nrich Graf (* 11. September 1778 in Nieder-Waroldern; † 24. März 1858 ebenda) war ein deutscher Gutsbesitzer und Politiker.

## Leben
Graf war der Sohn des Richters Henrich Wilhelm Graf (* 10. August 1749 in Nieder-Waroldern; † 7. September 1802 ebenda) und dessen Ehefrau Henrietta Christiana geborene Zölzer (* 1. März 1756 in Welleringhausen; † 17. Dezember 1803 in Nieder-Waroldern). Er war evangelisch und heiratete am 21. Mai 1804 in Mengeringhausen Marie Wilhelmine Esau (* 5. Oktober 1783 in Mengeringhausen; † 24. März 1831 in Nieder-Waroldern), die Tochter des Christian Philipp Esau und der Dorothea Elisabeth Huge. Die gemeinsamen Söhne Friedrich und Carl sowie der Schwager Georg Friedrich Klapp wurden ebenfalls Landstände.
Graf war Gutsbesitzer und Inhaber einer Schnapsbrennerei in Nieder-Waroldern, 1815 wurde er wegen unerlaubten Ausschanks von Branntwein zu einer Geldstrafe von 20 Reichstalern verurteilt. Von 1815 (?) bis 1830 amtierte er als Richter in Nieder-Waroldern und war dort der letzte von fünf aus der Familie Graf stammenden Richtern. Er wurde als „unumschränkter Herrscher über seinen Hof“ beschrieben, „schwankte zwischen polternder Härte und großzügiger Hilfsbereitschaft“ und galt deshalb als „Lunengraf“ (Launengraf). Von (Frühjahr) 1817 bis zum 14. Juni 1848 war er Mitglied des Landstandes des Fürstentums Waldeck. Er wurde für den Bauernstand im Oberjustizamt der Twiste gewählt.